# ラティザーナ
ラティザーナ（伊: Latisana）は、イタリア共和国フリウリ＝ヴェネツィア・ジュリア州ウーディネ県にある、人口約13,000人の基礎自治体（コムーネ）。

## 名称
標準イタリア語以外の言語では以下の名称を持つ。
- フリウリ語: Tisane

## 地理

### 位置・広がり
ウーディネ県南西部に位置し、バッサ・フリウラーナ地方 (it:Bassa friulana) に属するコムーネである。ラティザーナの市街は、チェルヴィニャーノ・デル・フリウーリの西約27km、ポルデノーネの南東約34km、県都ウーディネの南東約37km、ヴェネツィアの北東約65kmに位置する
。

#### 隣接コムーネ
隣接するコムーネは以下の通り。括弧内のVEはヴェネツィア県（ヴェネト州）所属を示す。
- ロンキス - 北
- パラッツォーロ・デッロ・ステッラ - 北東
- プレチェニッコ - 東
- マラーノ・ラグナーレ - 東
- リニャーノ・サッビアドーロ - 南東
- サン・ミケーレ・アル・タリアメント (VE) - 西

### 気候分類・地震分類
ラティザーナにおけるイタリアの気候分類 (it) および度日は、zona E, 2402 GGである。
また、イタリアの地震リスク階級 (it) では、zona 3 (sismicità bassa) に分類される。

## 行政

### 分離集落
ラティザーナには、以下の分離集落（フラツィオーネ）がある。
- Aprilia Marittima, Gorgo, Pertegada, Bevazzana, Latisanotta, Crosere, Sabbionera, Paludo, Picchi, Duranti

## 姉妹都市
- ライヒェナウ・アン・デア・ラクス（イタリア語版）、オーストリア 2005年

## 人物

### 著名な出身者
- ジャンルカ・ペッソット - サッカー選手
- フランコ・ペッリツォッティ - 自動車ロードレース選手